# Gabriele Valvassori
Gabriele Valvassori (21 août 1683 – 7 avril 1761) est un architecte italien.

## Biographie
Fils de Benedetto Valvassori, menuisier de Bergame, Gabriele est admis à quinze ans au cours d'architecture à l'Académie de San Luca où il remporte le troisième prix de deuxième classe d'architecture en 1702, avec la conception d'un autel, et le troisième prix de première classe en 1704, respectivement pour la conception d'un palais pontifical et d'une curie publique avec ses annexes. 
La carrière professionnelle de Gabriele Valvassori débute en Ombrie où, entre 1711 et 1717, il se retrouve impliqué dans la construction de la petite église de San Giuseppe alle Fornaci près de Foligno et dans l'agrandissement du complexe thermal de Bagni di Nocera en tant qu'assistant de l'architecte Filippo Barigioni.
De retour à Rome, il commence à travailler en 1717 pour la famille Pamphili, dont il devient l'architecte officiel de 1720 à 1739. Pour les Pamphili, en plus d'une série d'interventions mineures, il réalise en 1720 le maître-autel de l'église Sant'Agnese in Agone sur la Piazza Navona et, entre 1730 et 1735, son œuvre la plus connue : la façade du Palazzo Doria-Pamphili sur le Corso. Pour le palais Pamphili, Valvassori réalise la façade innovante, supervise l'aménagement de la cour et coordonne les artistes qui travaillent à la décoration de la Galerie des Glaces.
De 1723 à 1746, il est architecte des Pères Augustins et à partir de 1725, il obtint la même charge au sein de l'Archiconfrérie Bartolomeo et Alessandro dei Bergamaschi sur la Piazza Colonna.
Devenu le premier architecte des Bergamaschi, il fait démolir et reconstruire entre 1729 et 1735 le complexe qui leur appartenait sur la Piazza Colonna, à l'intérieur duquel est construit le collège Cerasoli.
De 1750 à 1754, il est l'architecte des Dominicains de l'église de Santi Quirico et Giulitta, effectuant la rénovation de leurs propriétés dans le bloc de l'église sans exiger aucune rémunération. De 1734 à 1758, il est cette fois l'architecte de l'Archiconfrérie de Santa Maria dell'Orto, pour laquelle il conçoit, entre autres, le plan général du sol de l'église et la façade de l'hôpital de la confrérie sur la Via Anicia.
En février 1737, il entre à l'Académie de San Luca. Il est également admis à la Congrégation des virtuoses au Panthéon, dont il devient régent.

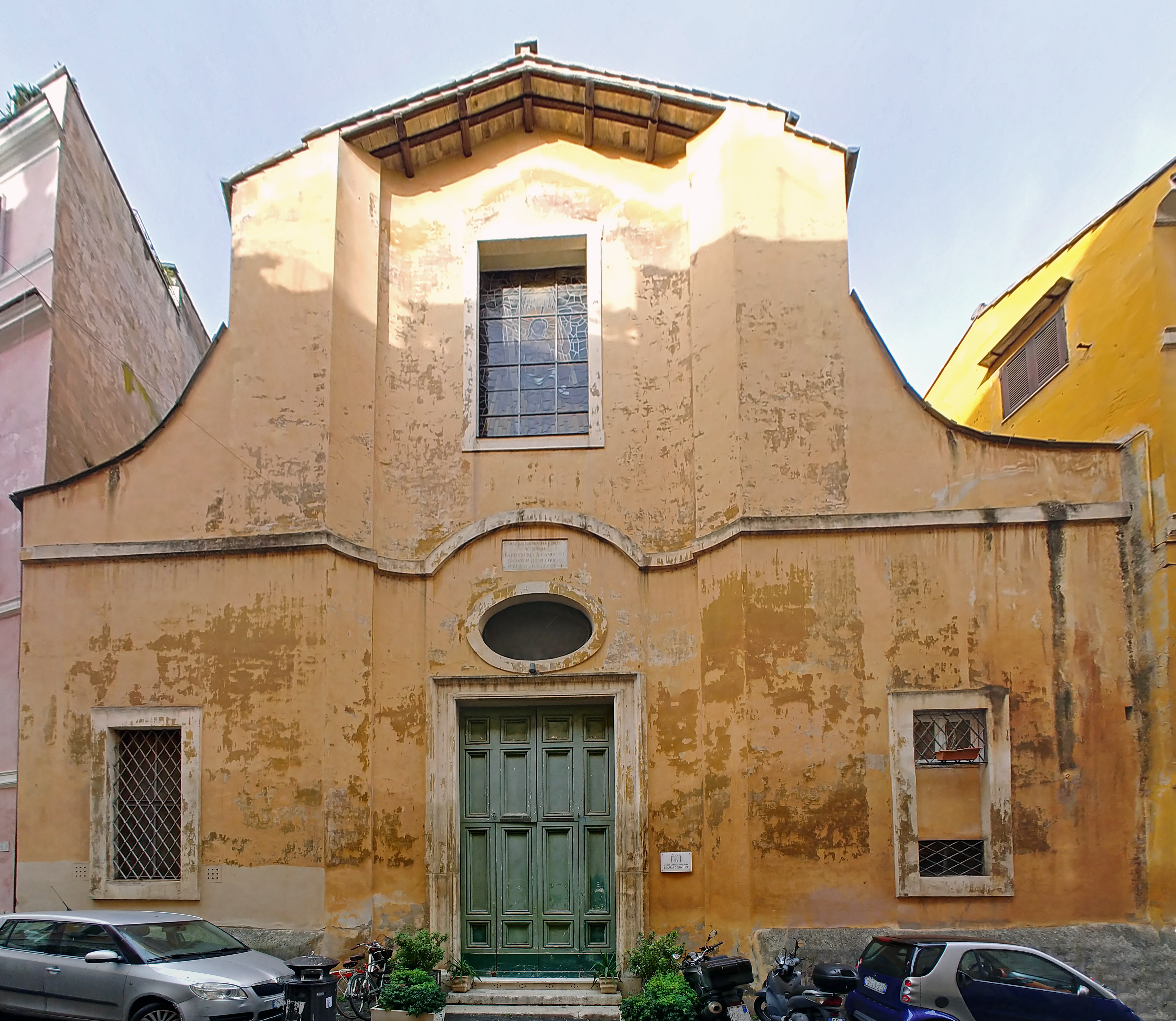
Église Santa Maria della Luce

## Travaux
- Concours de Clémentines à l'Académie de San Luca, Rome (1702-1704).
- Complexe thermal de Bagni di Nocera Umbra, Nocera Umbra (1711-1717).
- Église de San Giuseppe alle Fornaci (1715-1718).
- Maître-autel de Sainte-Agnès-en-Agone, Rome (1720).
- Villa Aldobrandini ou Villa del Belvedere, Frascati (1723-1729, petites interventions).
- Bâtiment du Collège Cerasoli, Rome (1729-1735).
- Palais Doria-Pamphili al Corso, Rome (1730-1735, façade, cour et galerie des glaces).
- Santa Maria della Luce (Rome), Rome (1730, restauration).
- Villa Doria-Pamphili, Rome (1732, grilles, fontaine et porte, jardin de cèdres).
- Sanctuaire de la Madonna del Gonfalone, Valmontone (1738-1739, reconstruction et restauration).
- Santa Maria dell'Orto, Rome (vers 1750, chapelle de San Giovanni Battista; maître-autel ; sol en marbre des trois nefs, dessin des décorations en stuc des voûtes).
- Église des Saints Quirico et Giulitta (Rome), Rome (1750-1753, restauration de l'église, construction de la sacristie et de la résidence).